# Estrées, Aisne

Estrées este o comună în departamentul Aisne din nordul Franței. În 1 ianuarie 2022 avea o populație de 408 de locuitori.